# Архиепархия Кашела и Эмли
Архиепархия Ка́шела и Э́мли (лат. Archidioecesis Casheliensis et Emeliensis, ирл.  Ard-Deoise Chaisil agus Imligh) — архидиоцез и церковная провинция Римско-католической церкви в Ирландии. Диоцезы Кашела и Эмли были основаны в 1111 году. Церковная провинция Кашела существовала с 1152 года. С 1718 года архиепископы Кашела являлись одновременно апостольскими администраторами Эмли. В 2015 году была учреждена церковная провинция Кашела и Эмли.
В настоящее время (последние данные представлены в 2013 году) площадь архидиоцеза составляет 3 082 км² с населением в 83 710 человек, из которых 82 118 человек исповедуют католицизм и являются членами Римско-католической церкви. Клир епархии включает 139 священников (86 епархиальных и 53 монашествующих), 69 монахов и 127 монахинь.
С 2014 года епархией управляет архиепископ Киран О’Рейли. Епархиальное управление находится в Архиепископском доме в городе Тёрлс, графство Северный Типперэри.

## Территория

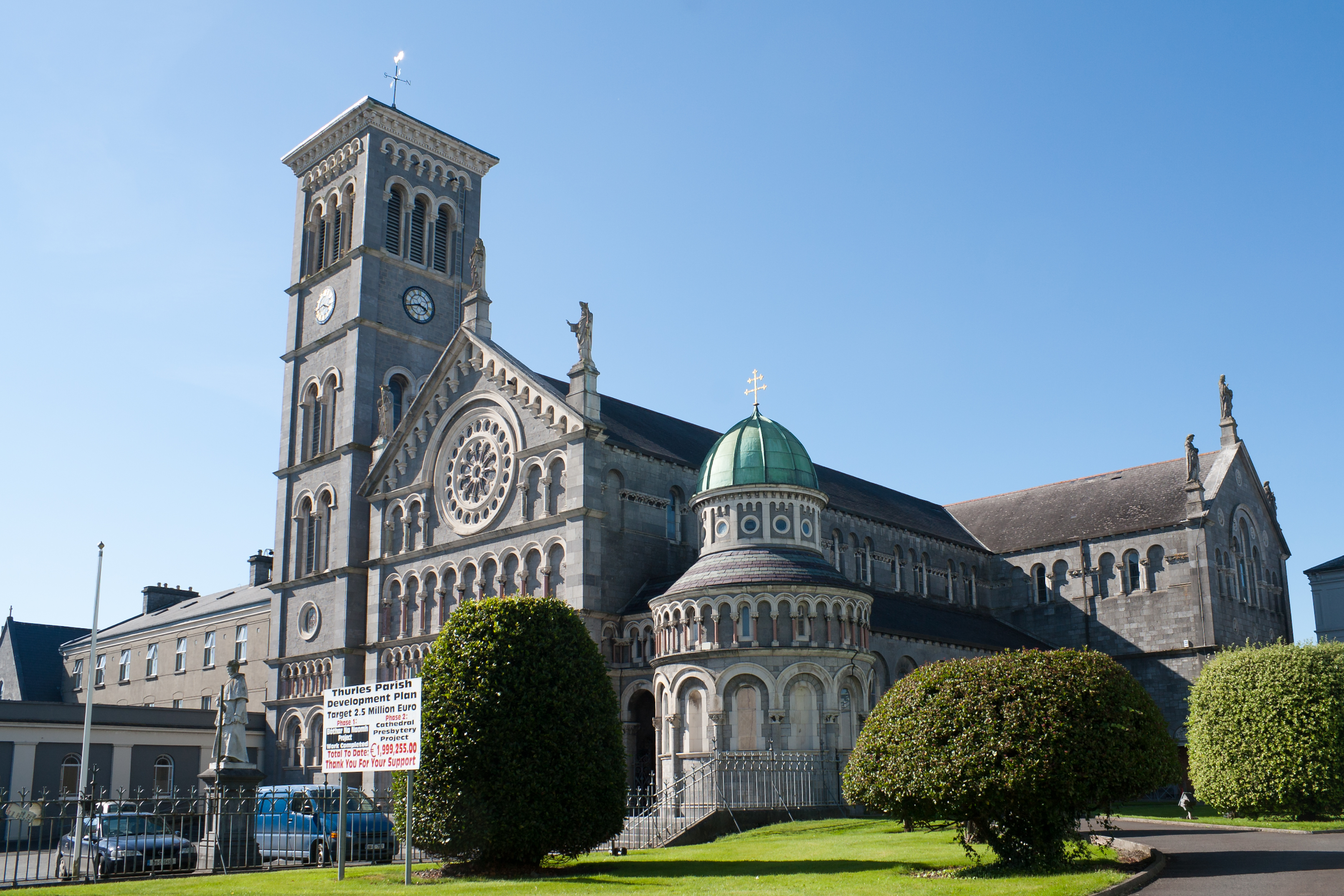
Собор Вознесения Пресвятой Девы Марии в Тёрлсе

В юрисдикцию архиепархии входит 46 приходов на территории части графства Лимерик и большей части графства Типперэри в провинции Манстер, в Ирландии. Все приходы разделены на восемь деканатов: Баллингарри, Кашел, Фетхард, Галбалли, Хоспитал, Марро, Тёрлс, Типперэри.
В состав церковной провинции Кашела и Эмли входят шесть викарных диоцезов: епархия Керри, епархия Киллало, епархия Клойна, епархия Корка и Росса, епархия Лимерика, епархия Уотерфорда и Лисмора. Территория митрополии полностью совпадает с границами провинции Манстер.
Кафедра архиепископа находится в церкви Вознесения Пресвятой Девы Марии в городе Тёрлс.

## История

### Ранний период
Появление христианства на территории архидиоцеза относят к V веку и связывают с именами святых Айлбе и Патрика. По преданию, святой Айлбе проповедовал в Эмли ещё до миссии просветителя Ирландии. Он был хиротонисан в епископы римским папой и около 431 года основал здесь аббатство, ставшее важным духовным и просветительским центром в Манстере. Ныне святой Айлбе является покровителем архиепархии Кашела и Эмли. Некоторые его преемники, будучи аббатами, также возводились в епископы. Согласно другому преданию, святой Айлбе был учеником и другом святого Патрика.
Святой Патрик крестил Энгуса, короля Манстера около 450 года, однако нигде не говорится о том, что он основал кафедру в Кашеле — столице королевства. Первые документальные свидетельства о епископе Кашела относятся к 1101 году, когда Муйрхертах Уа Бриайн, король Манстера, передал крепость Кашел и прилегающие земли в дар «благородному епископу» О’Дунану. Вероятно, епархия имела более древнее происхождение. Значение местной церкви росло с усилением династии Эоганахтов. По преданию, вторжения язычников-викингов привели здесь к временному объединению королевской и епископской власти. Среди королей-епископов Кашела особого внимания заслуживает святой Кормак (ум. 903), сочетавший монашеский образ жизни с мудрым и мирным правлением. В некоторых источниках говорится о том, что святой Кормак был только королём Кашела и епископом какого-то другого города.

### До-реформационный период

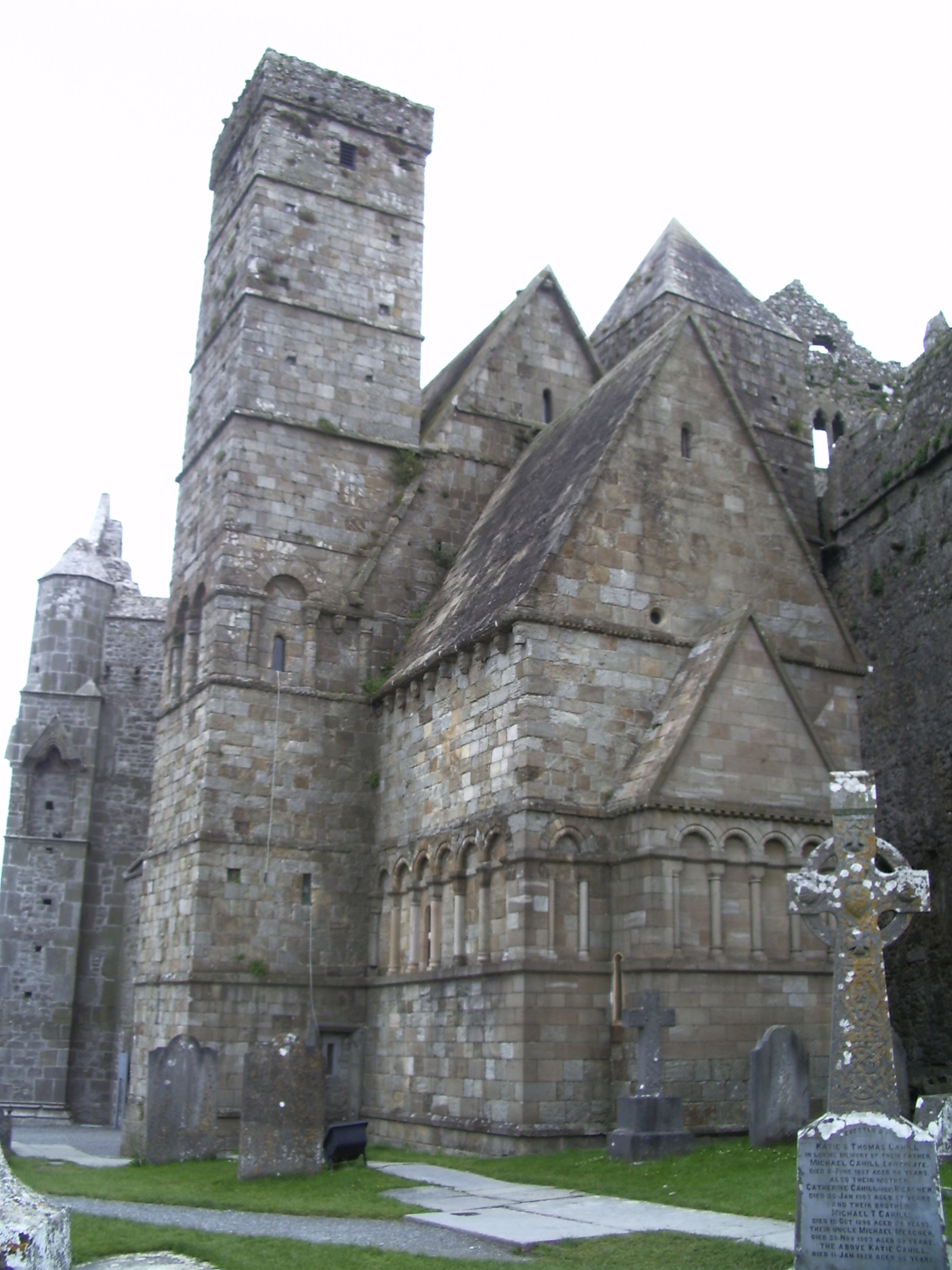
Капелла Кормака в Кашеле

Несмотря на то, что в обеих центрах христианства на юге Ирландии уже были епископы, кафедры в них получили утверждение только в 1111 году на соборе в Рэтбрессиле. В том же году первым епископом официально возглавившим кафедру Эмли стал Диармайт Уа Флайнн Кхуа (ум. 1114), бывший аббат монастыря в Эмли.
В 1127 году Кормак, король Десмонда построил храм рядом со своим дворцом на скале в Кашеле, ныне известный как капелла Кормака. Храм был освящён в 1134 году, когда здесь состоялся первый собор. В 1152 году на соборе в Келлсе епархия Кашела была возведена в ранг архиепархии и стала центром церковной провинции на юге Ирландии, в которую также вошла епархия Эмли. Первым архиепископом Кашела стал Донат O’Лонарган (ум. 1158), который на соборе получил паллиум из рук кардинала Джованни Папарони, легата римского папы Евгения III.
В 1169 году близ капеллы Кормака в Кашеле был возведён собор в честь Господа Бога и святого Патрика. Он был построен Домналлом О’Брайеном, королём Манстера и освящён при архиепископе Домналле О’Хулликане (1158—1182). В 1172 году здесь состоялся второй собор в Кашеле, в заседаниях которого приняли участие почти все местные архиереи. Собор был созван по инициативе Генриха II, короля Англии, и способствовал продвижению григорианской церковной реформы в Ирландии.
Основными проводниками григорианской реформы в церковной провинции Кашела были монашеские ордена. В XIII—XIV веках среди архиереев, занимавших кафедры Кашела и Эмли, большая часть принадлежала к двум орденам — цистерцианцев и францисканцев . В управлении своими епархиями они часто сталкивались с вмешательством светской власти. Возникший в XV веке кризис в церковной жизни спровоцировал внутреннюю церковную реформу, но этот процесс был прерван начавшейся в XVI веке Реформацией.

### Пост-реформационный период
С началом Реформации в XVI веке начался период гонений на местных католиков, продлившийся до XVIII века. Это время в истории кафедр Кашела и Эмли, часто остававшихся вакантными, отмечено подвигом многих мучеников и исповедников. Мориц Фицджеральд (ум. 1524), последний до-реформационный архиерей на кафедре Кашела, был арестован и умер в заключении. Его преемник, Эдмунд Батлер (ум. 1551) подписал акт о супрематии, разорвав отношения со Святым Престолом.
После архиепископа Роланда Барона (ум. 1561), возведённого на кафедру при королеве Марии I, католические архиепископы Кашела пребывали в изгнании. Тех же из них, кто осмеливался тайно служить на территории своего архидеоцеза, светские власти выявляли и убивали. Так при королеве Елизавете I был подвергнут жестоким пыткам и повешен блаженный архиепископ Дермод О’Хёрли (1530—1584). Часто католические аббатства уничтожались вместе с их насельниками. В 1570 году были вырезаны монахи в аббатстве Мур в Галбалли.
В XVII веке гонения на католиков на территории архиепархии и епархии были не менее кровавыми. В 1645 году протестанты убили более тысячи католиков во время резни в Кашеле. В это время были замучены блаженные доминиканец Теренс Альберт О’Брайен (1600—1651), последний епископ Эмли, и священник-францисканец Джон Керни (1618—1653), уроженец Кашела. В 1611 году архиепископ Кашела Дэвид Керни (ум. 1624) был одним из двух архиереев на всю Ирландию. Он умер в изгнании в Риме. Однако гонения не смогли снизить численность католиков среди местного населения.

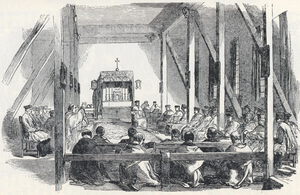
Собор в Тёрлсе. Рисунок, 1850 год

10 мая 1718 года епархия Эмли была поставлена в ведение архиепископов Кашела, которые с того времени являлись также апостольскими администраторами Эмли. После спада гонений во второй половине XVIII века архиепископ Джеймс Батлер (ум. 1791) перенёс кафедру из Кашела в Тёрлс. Несмотря на массовую эмиграцию местного населения, с конца XVIII и весь XIX век на территории архиепархии велось строительство благотворительных и образовательных учреждений. Собор в Тёрлсе, который прошёл в капелле при колледже святого Патрика с 22 августа по 9 сентября 1850 года, стал первым поместным собором католической церкви в Ирландии после прекращения гонений.
При архиепископе Патрике Лихи (1806—1875) в 1865 году началось строительство кафедрального собора по проекту архитектора Джеймса Джозефа Маккартни. 21 июня 1879 года храм был освящён архиепископом Томасом Ульямом Кроуком (1824—1902) в честь Вознесения Пресвятой Девы Марии. В XIX — первой половине XX века многие священники и монашествующие из архиепархии служили на миссиях в Африке и Азии.

### Современный период
В конце XX — начале XXI века против нескольких клириков архидиоцеза были выдвинуты обвинения в насилии над несовершеннолетними. К 2013 году насчитывалось 19 подобных обвинений против 13 священников, служивших в архиепархии с 1975 по 1999 год, из которых шестеро к тому времени умерли и семеро продолжали служение; из них шестеро обвинялись в сексуальном насилии в отношении одного лица. Из семерых пятеро священнослужителей были оправданы, двое, подозрения в отношении которых хотя и не были доказаны, но все же возникли, были немедленно удалены от служения архиепископом Дермотом Клиффордом (род. 1939).
В докладе Национальной службы по охране детства в католической церкви в Ирландии говорилось о незначительном числе обвинений подобного рода в архиепархии по сравнению с другими диоцезами. Тем не менее покойный архиепископ Томас Моррис (ум. 1997) не избежал обвинения в том, что рукоположил обвиняемого в педофилии священника, зная о его предпочтениях. В 2006 году жертвы педофила в США подали иск в суд штата Калифорния, требуя от архиепархии Кашела и Эмли компенсации за моральный ущерб. Однако все обвинения суд признал бездоказательными и иск отклонил.
22 ноября 2014 года римский папа Франциск назначил Кирана О’Рейли, епископа Киллало следующим архиепископом Кашела и апостольским администратором Эмли, отправив архиепископа Дермота Клиффорда на покой. Новый архиепископ взошёл на кафедру 8 февраля 2015 года. 26 января 2015 года тот же папа объединил архиепархию Кашела и епархию Эмли в архиепархию Кашела и Эмли. Церковная провинция Кашела стала именоваться церковной провинцией Кашела и Эмли. Таким образом, архиепископ Киран О’Рейли стал первым митрополитом новой церковной провинции.

## Ординарии епархии
Последний епископ Эмли, Теренс Альберт О’Брайен был 38-м архиереем на кафедре. Предпоследний архиепископ Кашела, Дермот Клиффорд был 54-м, а его преемник 55-м архиереем на кафедре. В настоящее время римско-католическую кафедру Кашела и Эмли возглавляет 1-й архиепископ.